# Liste nationaler Eishockeymeister 2014
Diese Liste enthält die Landesmeister im Herren-Eishockey der Saison 2013/14 bzw. 2014. Aufgeführt sind nationale Meister der Länder, die Vollmitglied im IIHF sind oder in der IIHF-Weltrangliste geführt werden. Ersatzweise wird der Gewinner der höchsten Profiliga aufgeführt, wenn ein nationaler Meister nicht explizit ermittelt wird (z. B. NHL-Gewinner in Nordamerika oder ALIH-Sieger in Ostasien).

## Deutschland, Österreich und Schweiz
| Wettbewerb                | Meister              | Vizemeister |
| ------------------------- | -------------------- | ----------- |
| Deutsche Eishockey Liga   | ERC Ingolstadt       | Kölner Haie |
| Erste Bank Eishockey Liga | EC Red Bull Salzburg | EC VSV      |
| National League A         | ZSC Lions            | EHC Kloten  |

## Europa
| Land/Meisterschaft      | Liganame                         | Meister                         | Vizemeister                  |
| ----------------------- | -------------------------------- | ------------------------------- | ---------------------------- |
| Belarus                 | Extraliga                        | HK Njoman Hrodna                | HK Junost Minsk              |
| Belgien                 | Eredivisie                       | Bulldogs de Liège               | White Caps Turnhout          |
| Bosnien und Herzegowina | Bosansko Hercegovačka Hokej Liga | HK Stari Grad                   | HK Ilidža                    |
| Bulgarien               | Българска Хокейна Лига           | HK ZSKA Sofia                   | -                            |
| Dänemark                | Metal Ligaen                     | SønderjyskE Ishockey            | Herning Blue Fox             |
| Estland                 | Meistriliiga                     | Tallinn Viiking Sport           | Tartu Kalev-Välk             |
| Finnland                | SM-liiga                         | Oulun Kärpät                    | Tappara Tempere              |
| Frankreich              | Ligue Magnus                     | Diables Rouges de Briançon      | Ducs d’Angers                |
| Großbritannien          | Elite Ice Hockey League          | Sheffield Steelers              | Belfast Giants               |
| Island                  | Islandsmot Meistaraflokks        | Skautafélag Akureyrar           | Ísknattleiksfélagið Björninn |
| Italien                 | Serie A1                         | Ritten Sport                    | HC Pustertal                 |
| Kasachstan              | Kasachische Meisterschaft        | HK Ertis Pawlodar               | HK Arlan Kökschetau          |
| Kroatien                | Kroatische Eishockeyliga         | KHL Medveščak Zagreb II         | KHL Mladost Zagreb           |
| Lettland                | Latvijas Hokeja Liga             | HK Prizma Riga                  | HK Kurbads                   |
| Litauen                 | Litauische Eishockeyliga         | Delovaja Rus Kaliningrad        | Rokiskio Rokiskis            |
| Luxemburg               | Alter Domus Cup                  | Tornado Luxembourg              | -                            |
| Niederlande             | Eredivisie                       | Tilburg Trappers                | Hijs Hokij Den Haag          |
| Norwegen                | GET-ligaen                       | Stavanger Oilers                | Vålerenga Ishockey           |
| Polen                   | Polnische Eishockeyliga          | KH Sanok                        | GKS Tychy                    |
| Rumänien                | Rumänische Eishockeyliga         | ASC Corona 2010 Brașov          | HSC Csíkszereda              |
| Russland                | Kontinentale Hockey-Liga         | HK Metallurg Magnitogorsk       | HC Lev Prag                  |
| Schweden                | Svenska Hockeyligan              | Skellefteå AIK                  | Färjestad BK                 |
| Serbien                 | Serbische Eishockeyliga          | HK Partizan Belgrad             | -                            |
| Slowakei                | Extraliga                        | HC Košice                       | HK Nitra                     |
| Slowenien               | Prva Liga                        | HDD Olimpija Ljubljana          | Team Jesenice                |
| Spanien                 | Superliga                        | CH Gasteiz                      | CG Puigcerdà                 |
| Tschechien              | Extraliga                        | PSG Zlín                        | HC Kometa Brno               |
| Türkei                  | Superliga                        | İzmir Büyükşehir Belediyesi GSK | -                            |
| Ukraine                 | Wyschtscha Liha                  | HK Kompanjon-Naftohas           | HK Bilyj Bars Browary        |
| Ungarn                  | MOL Liga                         | HC Nové Zámky                   | ASC Corona 2010 Brașov       |

## Außereuropäische Ligen
| Land/Meisterschaft | Liganame                    | Meister bzw. Titelträger | Finalgegner        |
| ------------------ | --------------------------- | ------------------------ | ------------------ |
| Asien (JP, CN, KR) | ALIH                        | Nippon Paper Cranes      | Ōji Eagles         |
| Australien         | AIHL1                       | Melbourne Mustangs       | Melbourne Ice      |
| Israel             | Israelische Eishockeyliga   | Devils Rishon LeZion     |                    |
| Kanada             | Allan Cup                   | Brantford Blast          | Dundas Real McCoys |
| Nordamerika        | National Hockey League      | Los Angeles Kings        | New York Rangers   |
| Neuseeland         | NZIHL1                      | Canterbury Red Devils    | Dunedin Thunder    |
| Südafrika          | Interprovincial Tournament1 | Pretoria Capitals        | -                  |

1 Liga wurde im Kalenderjahr 2014 ausgetragen